# Emil Richards
Emil Richards, rodným jménem Emilio Joseph Radocchia, (2. září 1932 – 14. prosince 2019) byl americký jazzový perkusionista. Narodil se v Hartfordu ve státě Connecticut a ve svých šesti letech začal hrát na xylofon. Později působil v Hartfordském symfonickém orchestru a později, když působil v armádě, hrál ve vojenské kapele. Později hrál v různých uskupeních v New Yorku a následně Los Angeles. Během své kariéry spolupracoval s mnoha dalšími hudebníky, mezi něž patří například Dizzy Gillespie, Lalo Schifrin, George Harrison, Harvey Mandel a Frank Zappa.